# 鈴木正和 (法学者)
鈴木正和（すずき まさかず、1919年7月16日-1994年9月27日）は、日本の法学者。

## 略歴
愛知県出身で、中央大学法学部を卒業。全国銀行協会連合会事務局、法政大学講師。金融実務、特に貸金回収を専門とした。

## 著書
- 『譲渡担保の実務』文雅堂書店 新銀行実務シリーズ 1962
- 『根抵当の実務』文雅堂銀行研究社 新銀行実務シリーズ 1963
- 『貸金管理の手引き 債権保全のためのチェック・ポイント』金融財政事情研究会 1965
- 『貸出事後管理の実務 上』文雅堂銀行研究社 新銀行実務シリーズ 1966
- 『貸金担保の手引き 評価・設定・保全のチェック・ポイント』金融財政事情研究会 1967
- 『貸金回収のチェック・ポイント』全国地方銀行協会 銀行叢書 1969
- 『貸金回収の手引き 回収手続とそのチェック・ポイント』金融財政事情研究会 1969
- 『新根抵当入門』経済法令研究会 1972
- 『新貸金管理の手引』金融財政事情研究会 1976
- 『新貸金担保の手引き』金融財政事情研究会 1976
- 『銀行取引の法律実務』ダイヤモンド社 1977
- 『銀行法務Q&A 預金』全国地方銀行協会 銀行新書 1978
- 『新貸金回収の手引き』金融財政事情研究会 1978
- 『窓口法務Q&A 貸出』全国地方銀行協会 銀行新書 1979
- 『窓口法務Q&A 管理・回収』全国地方銀行協会 銀行新書 1980
- 『弁護士でなくてもできる貸金強制回収の実務』金融財政事情研究会 1984
- 『これだけは知っておきたい手形・小切手100のポイント イラスト入』金融財政事情研究会 1986
- 『ドキュメントで学ぶ貸金回収』金融財政事情研究会 1986
- 『不良債権回収の手引き』金融財政事情研究会 1987
- 『仮差押え,仮処分と支店実務』経済法令研究会 1991
- 『だれでもできる貸金強制回収の実務』金融財政事情研究会 1991
- 『相続と債権保全対策』金融財政事情研究会 1993
- 『最新・不渡手形の実務 「不渡届」の運用と実務上の問題点』近代セールス社 1994

### 共編著
- 『相殺』堀内仁共編 金融財政事情研究会 銀行実務手続双書 1970
- 『書式と実例による新根抵当実務総覧』堀内仁,石井真司共著 経済法令研究会 1971
- 『新根抵当法と銀行実務』石井真司共編 金融財政事情研究会 1971
- 『特殊整理』堀内仁共編 金融財政事情研究会 銀行実務手続双書 1971
- 『企業倒産時の債権回収 実務便覧』山口輝久共著 経済法令研究会 1973
- 『ケース・メソッドによる債権回収の技術』米津稜威雄共編 金融財政事情研究会 1973
- 『新銀行実務法律講座 第8巻 特殊整理・償却』堀内仁共責任編集 銀行研修社 1973
- 『実務法律大系 3 貸付取引』堀内仁,吉原省三共編 青林書院新社 1973
- 『企業倒産の予知と対策 実務便覧』山口輝久共著 経済法令研究会 1974
- 『取引先倒産 その時どう対処するー取引活動のための実践的指標』山口英一共編 金融財政事情研究会 1975
- 『貸出トラブル防止策 貸出業務の基本知識』大西武士共編 金融財政事情研究会 1976
- 『根抵当実務全書』石井真司共編 金融財政事情研究会 1978
- 『銀行実務総合講座 第3巻 貸出 下』大西武士、石井眞司、秦光昭共著 金融財政事情研究会 1980
- 『法務用語辞典』松本崇共責任編集 経済法令研究会 1986
- 『金融取引小六法』石井眞司共編 経済法令研究会 1990
- 『バブル崩壊下の貸金管理の手引き』旗田庸,北原重信共著 金融財政事情研究会 1992
- 『精選銀行取引手続書式大事典 3訂版』石井真司,阿部隆彦共責任編集 銀行研修社 1993
- 『金融ビジネス読本・実務と法の知識 2融資取引と担保・保証』松本崇共編 ぎょうせい 1993